# Lipscomb (Texas)
Pour les articles homonymes, voir Lipscomb.
La census-designated place de Lipscomb (en anglais [ˈlɪpskəm]) est le siège du comté de Lipscomb, dans l’État du Texas, aux États-Unis. Sa population s’élevait à 37 habitants lors du recensement de 2010, population estimée à 34 habitants en 2017.

## Source
- (en) Cet article est partiellement ou en totalité issu de l’article de Wikipédia en anglais intitulé « Lipscomb, Texas » (voir la liste des auteurs).